# Paul McCartney’s Liverpool Oratorio
Paul McCartney’s Liverpool Oratorio — альбом Пола Маккартни, его первый в классическом жанре, выпущенный EMI Classics в 1991 году. Созданный в соавторстве с Карлом Дэвисом в честь стопятидесятилетия Оркестра королевской филармонии в Ливерпуле, проект получил широкое освещение в СМИ после своего торжественного представления в июне 1991 года.

## Об альбоме
Paul McCartney’s Liverpool Oratorio разделён на восемь действий. Сюжет оратории отчасти автобиографичен; её главный герой Шанти, родившийся в Ливерпуле в 1942 году, воспитывается в убеждении, что «место рождения само по себе налагает определённую ответственность». Окончив школу (занятия в которой он посещал нерегулярно), Шанти начинает работать и встречает свою будущую невесту Мэри Ди. После смерти отца главного героя Шанти и Мэри женятся. Им приходится столкнуться с суровой необходимостью находить тонкую грань между счастливой супружеской жизнью и построением карьеры. Посреди одной из неизбежных ссор Мэри понимает, что беременна, а позже, выжив в смертельно опасном происшествии, рожает сына. Тем временем жизнь в Ливерпуле продолжается.
Эта запись была сделана на премьере оратории в Ливерпульском соборе в присутствии самого Пола Маккартни и отмечена исполнительскими талантами профессиональных певцов Кири Те Канавы, Джерри Хэдли, Салли Бёрджесс и Вильярда Уайта.
Paul McCartney’s Liverpool Oratorio был в целом хорошо принят, хотя некоторые критики классической музыки и говорили, что сделали исключение для «поп-звезды». Коммерческий успех также сопутствовал альбому, оратория продержалась несколько недель на первой позиции в классических чартах по всему миру, а также появилась на 177 месте в общем чарте всех альбомов в США.

## Список композиций
Авторство всех частей принадлежит Полу Маккартни и Карлу Дэвису. Первые четыре действия находятся на первом диске, а остальные четыре части на втором.

### Действие I: WAR (Война)
1. Композиция 1 – 2:02
2. Композиция 2 – 2:35
3. Композиция 3 – 2:09
4. Композиция 4 – 1:36
5. Композиция 5 – 1:16

### Действие II: SCHOOL (Школа)
1. Композиция 6 – 2:10
2. Композиция 7 – 1:02
3. Композиция 8 – 0:40
4. Композиция 9 – 2:35
5. Композиция 10 – 1:35
6. Композиция 11 – 1:23
7. Композиция 12 – 1:50
8. Композиция 13 – 0:55

### Действие III: CRYPT (Тайник)
1. Композиция 14 – 0:48
2. Композиция 15 – 1:44
3. Композиция 16 – 1:58
4. Композиция 17 – 0:46
5. Композиция 18 – 2:24
6. Композиция 19 – 2:21

### Действие IV: FATHER (Отец)
1. Композиция 20 – 2:59
2. Композиция 21 – 1:05
3. Композиция 22 – 1:13
4. Композиция 23 – 1:44
5. Композиция 24 – 4:12

### Действие V: WEDDING (Свадьба)
1. Композиция 1 – 5:42
2. Композиция 2 – 1:13
3. Композиция 3 – 1:40

### Действие VI: WORK (Работа)
1. Композиция 4 – 1:20
2. Композиция 5 – 2:52
3. Композиция 6 – 5:05
4. Композиция 7 – 1:34
5. Композиция 8 – 0:30
6. Композиция 9 – 1:34
7. Композиция 10 – 2:04

### Действие VII: CRISES (Кризис)
1. Композиция 11 – 0:54
2. Композиция 12 – 2:28
3. Композиция 13 – 0:45
4. Композиция 14 – 2:40
5. Композиция 15 – 0:31
6. Композиция 16 – 0:52
7. Композиция 17 – 0:49
8. Композиция 18 – 2:03
9. Композиция 19 – 3:36
10. Композиция 20 – 3:08
11. Композиция 21 – 3:18

### Действие VIII: PEACE (Мир, спокойствие)
1. Композиция 22 – 1:22
2. Композиция 23 – 1:26
3. Композиция 24 – 2:17
4. Композиция 25 – 3:13
5. Композиция 26 – 1:06

## Над альбомом работали
- Оркестр Ливерпульской королевской филармонии, оркестр
- Хор Ливерпульской королевской филармонии, хор
- Хористы Ливерпульского Собора, хор
- Карл Дэвис, дирижёр
- Йан Трейси, хормейстер
- Кири Те Канава, сопрано
- Джерри Хэдли, тенор
- Салли Бёрджесс, меццо-сопрано
- Вильярд Уайт, бас